# Mindoa ingae
Mindoa ingae är en svampart som beskrevs av Petr. 1949. Mindoa ingae ingår i släktet Mindoa, divisionen sporsäcksvampar och riket svampar.   Inga underarter finns listade i Catalogue of Life.